# Sojuz TMA-10
Sojuz TMA-10 – misja rosyjskiego statku kosmicznego Sojuz.
W składzie załogi statku kosmicznego znajduje się dwóch kosmonautów z piętnastej, stałej misji na Międzynarodową Stację Kosmiczną oraz amerykański turysta kosmiczny Charles Simonyi. Kosmiczny turysta ma powrócić na Ziemię 20 kwietnia 2007 razem z Michaiłem Tiurinem i Michaelem Lopez-Alegria na pokładzie Sojuza TMA-9. Trzecim stałym członkiem piętnastej ekspedycji będą: amerykańska astronautka Sunita L. Williams – od grudnia 2006 do czerwca 2007 (początkowo w załodze Ekspedycji 14), Clayton C. Anderson – od czerwca do sierpnia 2007 oraz Daniel Tani – od sierpnia do listopada 2007  (później będzie w załodze Ekspedycji 16. Amerykanie będą docierać na stację na pokładzie amerykańskich wahadłowców. W ten sam sposób mają wracać na Ziemię.

## Przebieg misji
- 7 kwietnia 2007 o godzinie 17:31:14 UTC nastąpił start z kosmodromu Bajkonur.
- 9 kwietnia 2007 o 19:10:44 nastąpiło połączenie z ISS
- 21 października 2007 - nastąpiło lądowanie w Kazachstanie.